# یان پوتز
یان پوتز (هلندی: Jan Peutz؛ ‏ ۲۴ مارس ۱۸۸۶ – ۲۰ دسامبر ۱۹۵۷) پزشک متخصص داخلی اهل پادشاهی هلند بود. وی در سال ۱۹۲۱، یک گزارش موردی دربارهٔ نوعی نشانگان پولیپوز و رنگدانه‌ای شدن مخاط منتشر کرد که بعدها سندرم پوتز-جگرز نام گرفت.